# Спокушена і покинута
«Спокушена і покинута» (італ. Sedotta E Abbandonata) — італійська трагікомедія режисера П'єтро Джермі, випущена 30 січня 1964 року.

## Сюжет
Юна Аньєза, дочка доброчесного городянина, поступилася домаганням Пеппіно (нареченого її старшої сестри) і завагітніла. Батько організовує полювання на кривдника, але не для помсти, а щоб привести спокусника під вінець і відновити зганьблену честь сім'ї. Старшій сестрі терміново підшукують заміну — беззубого барона, що розорився.

## Актори
- Стефанія Сандреллі — Аньєза
- Саро Урці — Дон Вінченцо Асколоне
- Альдо Пульїзі — Пеппіно Каліфано
- Ландо Будзанка
- Лола Браччіні
- Леопольдо Трієсте — барон Ріцері Запалья
- Умберто Спадаро
- Паола Біджо
- Рокко Д'Ассунта
- Оресте Палелла